# オリバー・タンボ
オリバー・レギナルド・タンボ（英語: Oliver Reginald Tambo、1917年10月27日 - 1993年4月24日）南アフリカ共和国の政治家。アフリカ民族会議議長（第10代）を務めた。

## 人物
1917年10月27日に現在の東ケープ州で生まれた。1940年、ネルソン・マンデラを含む他の何名かを加え学生ストライキに参加したため、マンデラらと共にフォートヘア大学から追放される。
1943年にタンボは数学と科学を教えるために以前通ったヨハネスブルグの高校に戻った。
タンボは、ネルソン・マンデラ、ウォルター・シスルと共に、1943年のANCのユースリーグの創立会員であり、最初の書記となる。その後、1948年、執行役の一員となった。1952年8月にヨハネスブルグにてネルソン・マンデラと弁護士事務所を開設した。 
ユースリーグは反アパルトヘイト運動の作戦変更を提案した。以前にANCは嘆願書の提出とデモような行為によって運動を進めようとした。しかし、ユースリーグはこれらの行為がグループの目的を達成するには不十分と感じ、彼ら自身の行動プログラムを提案した。このプログラムはボイコット、市民的不服従、ストライキまたは非共同のような行動をうたっている。
ウォルター・シスルが南アフリカ政府の共産主義活動の抑制によって禁圧された後、タンボはANCの総長になる。
1958年にANCの副総長に就任するが、政府により5年間禁圧される。それに応える形で、タンボは反アパルトヘイト運動に動員するためANCによってザンビアへ送られることとなり亡命した。
1967年、アルバート・ルツーリの死去によって総長代行に選出された。1985年に再選出されANCの総長となる。
1989年、タンボは脳卒中で衰弱していたが反アパルトヘイト運動の象徴として海外と南アフリカでの活動は継続された。
タンボはザンビアでの亡命から30年以上経過した後に1991年に南アフリカに帰国して、同じ年の7月のANCの議長に選ばれた。
しかしながらタンボは、1993年4月24日に脳卒中の再発による合併症のために死去した。
2005年終わりにANCの政治家たちがヨハネスブルグ国際空港（1994年まではヤン・スマッツ国際空港と呼ばれていた）の名前をO・R・タンボ国際空港へ変更する計画を発表した。賛否がいろいろあったが提案は受け入れられ2006年10月27日に式典が行われ名称変更が行われた。